# Agouebou
 Agouebou  è un villaggio della Prefettura di Assoli, nella regione di Kara, nel nord-est del Togo. 